# ヤグアル2
ヤグアル2（ドイツ語: Jaguar 2）は、ドイツの対戦車ミサイル装備型の自走対戦車ミサイル発射機。ラケーテンヤークトパンツァー4（Raketenjagdpanzer 4）とも呼ばれる。ドイツ連邦軍が保有・運用していた。

## 歴史
1983年から1985年にかけて、162両のカノーネンヤークトパンツァーがヤグアル2に改造された。カノーネンヤークトパンツァーから主砲を外し、BGM-71 TOW発射機を上面に装備し、増加装甲が取り付けられた。
1989年、TOWミサイルは性能向上型のTOW2に置き換えられている。
1993年以降ヤグアル2はヤグアル1の改良型であるヤグアル1A3が導入されたことで段階的に廃止された。

## 設計
ヤグアル2は、ドイツの駆逐戦車の伝統的な砲室設計を踏襲している。車台として、マルダー歩兵戦闘車やヤグアル1にも使われた、「ライヒト・ファールツォイク・ファミエリア（leichte Fahrzeugfamilie）、軽量共通車台」を使用したことで、ある程度軽量の車体となっている。鋼鉄製の全溶接構造で、最大装甲厚は50mmである。

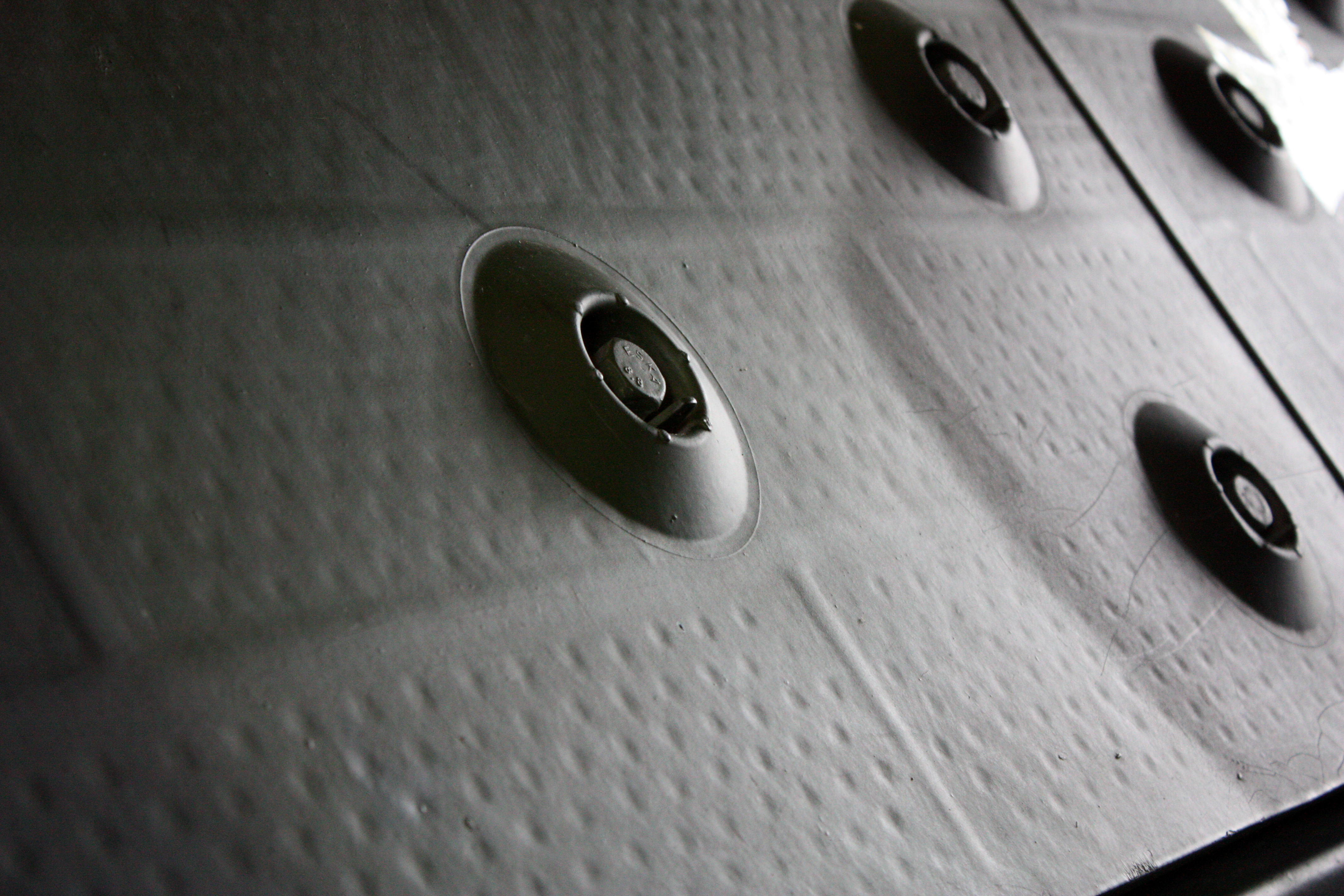
増加装甲
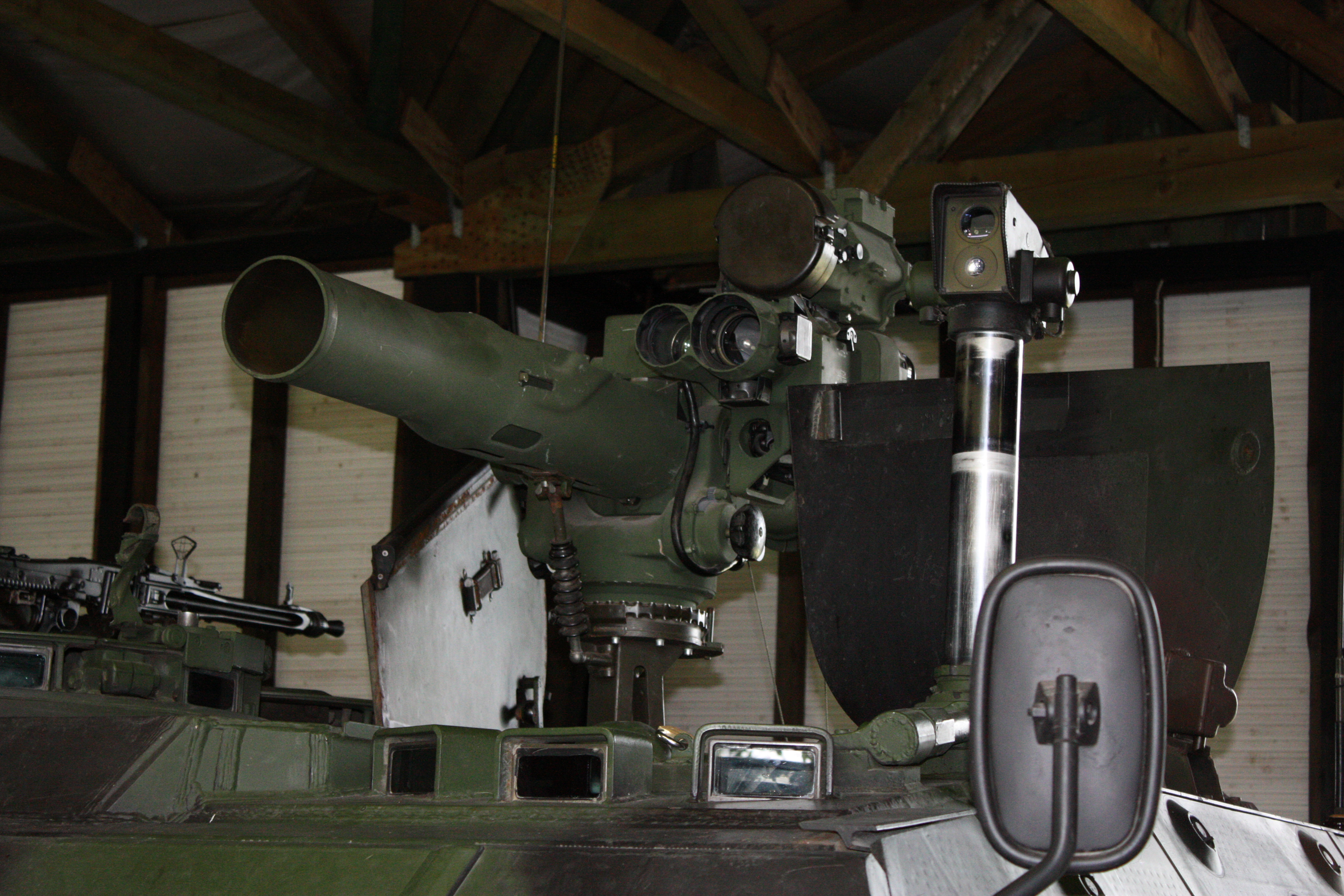
TOW発射機

### 防御
基礎となる装甲はカノーネンヤークトパンツァーのものである。これは溶接組みされた10-50mmの圧延鋼であった。カノーネンヤークトパンツァーからの改造に伴い、ゴム状素材で覆われた有孔鋼板からなる増加装甲が緩衝用に戦闘室前・側面に装着された。レオパルト1と同様のサイドスカートも追加された。
8基の発煙弾発射機の位置は、カノーネンヤークトパンツァーが装備していた戦闘室後方から、車体前方下部に変更された。
ヤグアル2の生存性は、交戦距離において主に低い車高、高い速力で通常の戦車を上回ることに依存していた。

### 武装
ヤグアル2には、武装としてBGM-71 TOW発射機と対空機銃としても用いられるラインメタルMG3（改良型のMG3A1を含む）が車体に取り付けられていた。TOWミサイルは敵戦車と長距離で戦闘することが可能であり、最大戦闘範囲は3,750mと想定されていた。
1989年、TOWミサイルはより強力なTOW-2ミサイルに換装された。12発のミサイルと7.62x51mm NATO弾2,100発が車両内に搭載されていた。